# Wilhelm Mayer-Gross
Wilhelm Mayer-Gross (15. ledna 1889 Bingen am Rhein – 15. února[zdroj?] 1961) byl německý psychiatr.
Studoval v Mnichově, Kielu a Heidelbergu, kde roku 1913 získal doktorát a nastoupil na místní klinice jako lékař. Habilitován z psychiatrie byl roku 1924, mimořádným profesorem se stal v roce 1929.
Unikl před nacistickým režimem a roku 1933 pracoval na londýnské klinice u Edwarda Mapothera. Od něho si vypůjčil termín derealizace, který prvně použil v psychiatrické literatuře. Ve svých četných publikacích se zabýval mimo jiné účinky meskalinu v experimentální psychopatologii.